# Zlata Lilina
Zlata Ionovna Lilina, née Bernstein, pseudonyme Zina Levina (russe : Зла́та Ио́новна Ли́лина (Бернштейн ; Зи́на Ле́вина)), née en 1882 à Drouïa et morte le 28 mai 1929 à Leningrad, est une révolutionnaire russe et soviétique, bolchévique, journaliste et pédagogue.

## Biographie
Zlata Lilina est née le 15 janvier 1882 (27 janvier dans le calendrier grégorien) à Drouïa, dans le gouvernement de Vilna, alors dans l'Empire russe, et maintenant en Biélorussie. Elle est d'une famille juive pauvre. Après avoir reçu une éducation primaire dans sa famille, elle fait ses études au lycée de Mitau ou Mitava, aujourd'hui Jelgava. En 1902, elle commence à travailler comme institutrice,.
Elle devient membre du parti ouvrier social-démocrate de Russie en 1902, et part rapidement en Suisse, à Berne, où elle suit des cours de médecine. Elle rejoint la fraction des bolcheviks en 1903. De 1905 à 1907 elle est à Saint-Pétersbourg, où elle prend part aux évènements révolutionnaires. En même temps que ses activités illégales, elle continue à enseigner aux enfants,.
En 1908 elle retourne en Suisse, où elle restera presque dix ans, et où elle rencontre Grigori Zinoviev, qu'elle épousera en 1912. Elle collabore, sous la direction de Lénine, aux journaux bolchéviques L'Étoile ((ru) Звезда), la Pravda, puis à La Travailleuse. En 1914 et 1915 elle est secrétaire du groupe de Berne du POSDR,.
Après le début de la révolution de 1917, elle est avec son mari et son fils Stefan dans le « train plombé » qui ramène Lénine en Russie. En 1917, elle travaille pour le soviet de Petrograd, et vit dans la Maison Benois (ru). Elle est déléguée en 1918 au VIIe congrès du POSDR(b), où il prend le nom de Parti communiste de Russie (bolchévique).
En avril 1918, elle est nommée à la tête du département de l'action sociale du soviet de Petrograd. Elle organise notamment la prise en charge des enfants des rues, et organise l'approvisionnement en nourriture et en biens des écoles, des orphelinats et des refuges. Elle exerce en même les fonctions de commissaire à l'éducation de l'union des communes de la région nord. De 1924 à 1926, elle est à la tête du département de l'éducation populaire du comité exécutif de Petrograd.
Elle fait partie en 1925 de « l'opposition de Leningrad », puis de l'opposition de gauche qui s'unifie au sein du parti communiste. Elle est exclue du parti en 1927, mais rétablie en 1928. Après avoir déménagé à Moscou, elle travaille au commissariat du Peuple à l'éducation, et dirige le secteur de la littérature pour enfants des éditions Gosizdat. Elle est un des premiers auteurs de livre pour enfants sur Lénine, et elle a apporté son soutien à l'édition du livre La République Chkid (ru),.
Zlata Lilina est morte le 28 mai 1929 d'un cancer des poumons, et est enterrée à Saint-Pétersbourg dans le « carré communiste » du cimetière Kazatche du Monastère Saint-Alexandre-Nevski,.

## Positions pédagogiques
Dans les débats au sein de l'appareil communiste, elle est un des activistes soviétiques les plus radicalement engagés dans la refondation politique de l'école, et déclare notamment en 1918 : « Nous devons soustraire les enfants à l'influence grossière de la famille. Nous devons les prendre en charge, disons le directement, les nationaliser. Dès les premiers jours de leur vie, ils seront sous l'influence bienfaitrice des jardins d'enfants et des écoles communistes. Ils y recevront l'abécédaire du communisme. Ils y grandiront en véritables communistes. Obliger la mère donner son enfant, à nous, à l'État soviétique, voilà en pratique notre tâche. »
Au-delà de cette phraséologie radicale, elle est convaincue que l'école est la « première marche de la vie », et non la formation à celle-ci. Elle soit selon elle apporter la liberté spirituelle, et apprendre « à faire ses choix et à choisir ». S'agissant de l'organisation des établissements, elle distingue trois types de fonctionnement pédagogiques : les écoles avec étude après les cours, les clubs scolaires (avec le libre choix d'ateliers de lecture ou l'apprentissage d'autres matières), les maisons d'enfants, appelées aussi « communautés de travail ». Elle met en avant les diverses possibilités de coopération entre les enseignants, les éducateurs et la population active, et favorise les écoles d'été. Ces orientations sont mises en application à Petrograd.
Elle souligne la nécessité de lien entre l'école et la production et le travail, mais, dans le débat entre formation professionnelle et formation générale, elle s'oppose à l'idée de mettre en place des enseignements exclusivement professionnels et cantonnés à une seule spécialité technique.

## Famille
Son frère, Ilia Ionov (1887-1942) a été directeur des éditions Gossizdat de la RSFSR, et vice-président du département de la presse du PCR(b).
Elle est la deuxième femme de Grigori Zinoviev, exécuté en 1936 après le premier procès de Moscou. Leur fils Stefan Obseïevitch Radomyslski (Sefan Grigoroïevtch Zinoviev) est arrêté à 24 ans et fusillé en février 1937 à Loubianka.

## Publications

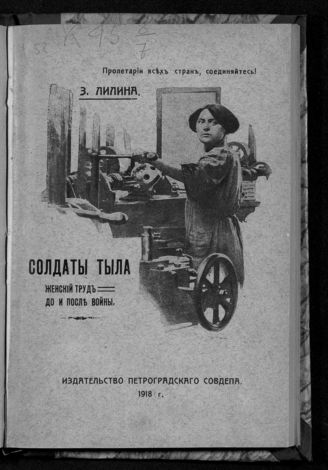
Couverture de Soldats de l'arrière (1918)

- (ru) Кого выбирать в городские думы? [« Qui élire à la douma de la ville »],‎ 1917 ;
- (ru) Организуйте женщин! [« Femmes, organisez-vous ! »] (réimpr. 1917) ;
- (ru) Солдаты тыла (женский труд во время и после войны) [« Soldats de l'arrière (le travail des femmes pendant et après la guerre) »], Leningrad,‎ 1918 (lire en ligne) ;
- (ru) Социально-трудовое воспитание. Итог четырёхлетней работы с Октябрьской революции до октября 1921 г. [« L'éducation par le lien social et le travail. Conclusion de quatre ans de travaux de la révolution d'Octobre à octobre 1921 »], Leningrad,‎ 1921 ;
- (ru) Красный календарь в трудовой школе. Метод. статьи, инструктивный материал и библиография [« Le calendrier rouge de l'école du travail. Méthode, article, matériel pédagogique et bibliographie »], Leningrad,‎ 1924 ;
- (ru) Школа и трудовое население. Опыт связи. Принципы и методы [« Ecole et population active. Echange d'expérience. Principes et méthodes »], Leningrad,‎ 1925
- (ru) Педагогические методы Ленина [« Les méthodes pédagogiques de Lénine »], Moscou,‎ 1925
- (ru) Практика социального воспитания. (Опыт Ленинграда и Ленингр. губ.) [« Pratique de l'éducation sociale (expérience de Leningrad et du gouvernement de Leningrad) »], Moscou - Leningrad, p. 1926.

## Postérité
Le nom et les ouvrages de Zlata Lilina ont été effacés de la documentation officielle et scientifique et retirés des bibliothèques par le NKVD après l'exécution de Grigori Zinoviev.